# Hazel Carby
Hazel Vivian Carby, (15 janvier 1948) est une universitaire britannique, professeure émérite en études afro-américaines à l'université Yale, titulaire de la chaire Charles C. & Dorathea S. Dilley. Elle est considérée comme une pionnière du Black feminism.

## Biographie

### Jeunesse et formation
Hazel Carby naît le 15 janvier 1948 à Okehampton, dans le Devon, d'un couple mixte. Sa mère, Iris Muriel Carby, vient d'une famille galloise défavorisée, et son père, Carlin Colin Carby, Jamaïcain, est arrivé en 1943 pour travailler pour l'armée de l'air britannique,,. Elle indique qu'elle a été confrontée au racisme durant sa scolarité : « J'ai fréquenté des écoles entièrement blanches et j'ai été confrontée à beaucoup de racisme. Le succès était une stratégie pour y faire face ».
Elle étudie la littérature anglaise et l’histoire à l’Institut polytechnique de Portsmouth, où elle obtient son diplôme en 1970. En 1972, elle passe son certificat d’enseignement à l'University College de Londres et devient enseignante jusqu'en 1979.

### Carrière
Elle travaille dans un établissement d'enseignement secondaire de Newham, une zone économiquement défavorisée du nord-est de Londres pendant sept ans, jusqu'en 1979. Mais l'arrivée au gouvernement de Margaret Thatcher mène au démantèlement des programmes éducatifs progressistes que Hazel Carby soutient. En 1982, elle épouse Michael Denning. Ils ont un enfant, Nicholas Carby-Denning.
Découragée, elle abandonne l'enseignement et retourne à l'université où elle obtient un master en 1979 au Centre for Contemporary Cultural Studies (en), de l’université de Birmingham puis un doctorat en 1984 avec une thèse basée sur des récits d'esclaves écrits par des femmes. Elle est nommée assistante à l'université Yale en 1981, puis enseigne à l'université Wesleyenne (1982-1989). En 1989, elle est nommée professeure à Yale. En 1996, elle y devient professeure dans le département des African-American studies. Elle est, depuis, professeure émérite.
Hazel Carby est membre du comité éditorial du Yale Journal of Criticism et de Diaspora: A Journal of Transnational Studies. Elle est membre du comité consultatif de revues universitaires féministes comme Differences (journal) (en), New Formations (en) et Signs (journal) (en).
Elle est spécialiste des questions du Black feminism. Ses cours portent sur les questions de race, de genre et de sexualité à travers la culture et la littérature des Caraïbes et de la Diaspora africaine.
Elle passe en revue l'histoire d'un point de vue féministe noire et conclut que les féministes blanches bénéficient du racisme et de l'oppression des femmes noires. Elle dénonce la triple oppression du genre, de la classe et de la race et préconise une approche décoloniale du féminisme.
Elle développe également sa propre vision du marxisme féministe. C'est en 1987, avec son premier ouvrage Reconstructing Womanhood: The Emergence of the Afro-American Woman Novelist qu'elle apporte une importante contribution à l'étude de la Diaspora africaine. Elle propose une lecture historique du rapport du Royaume-Uni à la notion de race et du moment où cette notion est devenue, selon elle, un instrument politique et un outil de division culturelle. Elle s'efforce de rendre son travail académique accessible au grand public et faire des études afro-américaines un domaine interdisciplinaire dans un contexte et une portée globales.
Hazel Carby donne des conférences à l'université de Notre-Dame-du-Lac, à l'université Stanford, à l'université de Paris et à l'Université de Toronto,. Durant l'année universitaire 2018-2019, elle est professeure invitée, Distinguished Visiting Humanist, de l'université de Rochester.

## Publications

### Ouvrages
- (en) Multicultural Fictions, Centre for Contemporary Cultural Studies, University of Birmingham, 1980, 31 p. (ISBN 9780704405059),
- (en) Reconstructing Womanhood : The Emergence of the Afro-American Woman Novelist, Oxford University Press, 1987, 244 p. (ISBN 9780195060713, lire en ligne)[12],
- (en) Race Men [« The W. E. B. Du Bois Lectures »], Harvard University Press, 1998, 248 p. (ISBN 9780674004047, lire en ligne)[13],[14],[15],[16],
- (en) Cultures in Babylon : Black Britain and African America, Verso, 1999, 288 p. (ISBN 9781859842812, lire en ligne),
- (en) Figuring the Future in Los Angeles, Goldsmiths, University of London, 2004, 10 p. (ISBN 9781904158509),
- (en) Imperial Intimacies : A Tale of Two Islands, Verso, 2019, 416 p. (ISBN 9781788735094, lire en ligne)[17],[18],

### Articles
- (en) « “On the Threshold of Woman's Era”: Lynching, Empire, and Sexuality in Black Feminist Theory », Critical Inquiry, vol. 12, no 1,‎ automne 1985, p. 262-277 (lire en ligne),
- (en) « Policing the Black Woman's Body in an Urban Context », Critical Inquiry, vol. 18, no 4,‎ été 1992, p. 738-755 (lire en ligne),
- (en) « African American Intellectuals Symposium », The Journal of African American History, vol. 88, no 1,‎ hiver 2003, p. 78-81 (lire en ligne),
- (fr) « À l’orée de l’ère de la femme : lynchage, empire et sexualité dans la théorie du féminisme Noir » [« On the Threshold of Woman’s Era : Lynching, Empire and Sexuality in Black Feminist Theory »] (trad. Christine Laugier), Les Cahiers du CEDREF, no 17,‎ 2010, p. 147-169 (lire en ligne)
- (en) « Peine forte et dure », London review of Books, vol. 42, no 15,‎ 30 juillet 2020 (lire en ligne),
- (en) « My Jamaican dad was an RAF hero. Why did no one believe me? », The Guardian,‎ 16 novembre 2019 (lire en ligne),
- (en) « Safe? at Home? », Feminist Review,‎ 6 juillet 2020 (lire en ligne)

## Distinctions
- 2016 : médaille Jay B.Hubbell pour l'ensemble de ses réalisations en littérature américaine, décernée par la Modern Language Association[5].
- 2019 :
  - docteure honoris causa en littérature par l'université Wesleyenne
  - Stuart Hall Outstanding Mentor Award de la Caribbean Philosophical Association[5].
- 2020 : Son livre Imperial Intimacies: A Tale of Two Islands obtient le prix Nayef Al-Rodhan pour la compréhension culturelle globale de la British Academy en 2020[19].